# AEK Kouklia FC
Athlitiki Enosi Kouklion (řecky: Αθλητική Ένωση Κουκλιων) byl kyperský fotbalový klub sídlící ve městě Pafos. Klub byl založen v roce 1968, zanikl v roce 2014 sloučením s AEP Pafos do nově vytvořeného klubu Pafos FC.

## Umístění v jednotlivých sezonách
| Sezóny  | Liga         | Úroveň | Z  | V  | R | P  | VG | OG | +/- | B  | Pozice |
| ------- | ------------ | ------ | -- | -- | - | -- | -- | -- | --- | -- | ------ |
| 2009/10 | C' katigoría | 3      | 26 | 9  | 8 | 9  | 37 | 39 | -2  | 35 | 6.     |
| 2010/11 | C' katigoría | 3      | 26 | 11 | 6 | 9  | 32 | 36 | -4  | 39 | 6.     |
| 2011/12 | C' katigoría | 3      | 26 | 20 | 1 | 5  | 62 | 16 | +46 | 61 | 1.     |
| 2012/13 | B' katigoría | 2      | 32 | 21 | 2 | 9  | 69 | 37 | +32 | 65 | 2.     |
| 2013/14 | A' katigoría | 1      | 36 | 6  | 5 | 25 | 34 | 94 | -60 | 23 | 12.    |